# Mordella funesta
Mordella funesta es una especie de coleóptero de la familia Mordellidae.

## Distribución geográfica
Habita en el Cáucaso.